# 丽贝卡·科顿
丽贝卡·科顿（英語：Rebecca Cotton，1974年8月23日—），新西兰女子篮球运动员。她曾代表新西兰参加2006年英联邦运动会篮球比赛，获得一枚银牌。她也曾参加2000年和2004年夏季奥林匹克运动会。